# 西名張站
西名張站（日语：／ Nishinabari eki */?）是位於三重縣名張市木屋町，近畿日本鐵道（近鐵）伊賀線的鐵路車站（廢站）。

## 概要
伊賀線的前身是伊賀軌道，該公司敷設了連接關西鐵道（現時：JR西日本關西本線）伊賀上野站，經上野町（現時：伊賀市）中心至名張之間的鐵路。
因此在1922年（大正11年），此站啟用時由於位於名張的中心，因此車站名為名張站。當時從名張前往大阪是需要途經伊賀電氣鐵道（從伊賀軌道改名而成）和關西本線。當車站開業後，同年的鐵道敷設法改正別表中紀載了，在上述的路線中，已經包含了已建成路段（名張至伊賀上野），另外也包含了名松線的路段。
後來大阪電氣軌道子公司參宮急行電鐵建設鐵路線（即現在的近鐵大阪線）。而伊賀電氣鐵道因為預料在參宮急行電鐵開業後收入減少，因此選擇與大阪電氣軌道合併。
隨後當參宮急行電鐵開始建設鐵路線時，此站周邊都有特許經營者購買土地，使參宮急行電鐵需要在此站南邊的平尾地區通過。在1930年（昭和5年）參宮急行電鐵的名張站啟用。
同日，伊賀電氣鉄道的名張站被改名為西名張站，同時在名張至伊賀神戶之間，參宮急行電鐵與伊賀線並行。因此，大阪電氣軌道大幅削減伊賀神戶至西名張之間的列車班次，使西名張站開始急速衰退。另外，伊賀線後來轉讓給參宮急行電鐵，隨後大阪電氣軌道與參宮急行電鐵合併為關西急行鐵道，關西急行鐵道再與南海鐵道合併為近畿日本鐵道。
在戰時，由於與大阪線造成競爭，西名張至伊賀神戶之間成為不要不急線，在1945年（昭和20年）6月1日暫停營業。隨後，近鐵大阪線的軌距為1435 mm，而伊賀線軌距為1067 mm，由於軌距相異，加上為了方便貨運列車直通至關西本線，因此在1946年（昭和21年）3月15日重開。
後來，隨著開發桔梗丘住宅區和近鐵大阪線增強名張至伊賀神戶之間的運輸力，西名張至伊賀神戶之間的路段於1964年（昭和39年）10月1日廢除。這個廢除方案遭到沿線居民反對，但是也提出一些替代方案和措施，包括把西名張站土地無償轉讓給名張市，新設桔梗丘站，部分於名張站為終點站的列車延長至伊賀神戶站，最後近鐵和名張市達成協議，實行上述措施。西名張至伊賀神戶之間在廢站前的客運班次為每日5個往返班次，在最後營運日9月30日設有特別紀念活動。

## 歷史
- 1922年（大正11年）7月18日：伊賀鐵道（後來為伊賀電氣鐵道）名張站啟用[2]。
- 1929年（昭和4年）
  - 3月31日：大阪電氣軌道與伊賀電氣鐵道合併，成為大阪電氣軌道伊賀線車站[3][4]。
  - 4月1日：伊賀線設施租給參宮急行電鐵，使此站由參宮急行電鐵營運[3]。
- 1930年（昭和5年）10月10日：參宮急行電鐵（後來名為近畿日本鐵道）名張站啟用，此站改名為西名張站。
- 1931年（昭和6年）9月30日：路線轉讓，成為參宮急行電鐵車站[5]。
- 1941年（昭和16年）3月15日：參宮急行電鐵與大阪電氣軌道合併，成為關西急行鐵道車站[5]。
- 1944年（昭和19年）6月1日：經過公司合併，成為近畿日本鐵道的車站[5]。
- 1945年（昭和20年）6月1日：伊賀線伊賀神戶至西名張之間暫停營業，此站也暫停營業[6]。
- 1946年（昭和21年）3月15日：伊賀線伊賀神戶至西名張之間重開[6]，此站重開。
- 1964年（昭和39年）10月1日：伊賀線伊賀神戶至西名張之間廢除，此站也被廢除[6][1]。

## 車站構造
此站是一座地面車站，設有1面1線的客運單式月台。站內設有車廠和許多側線，這些側線用作貨運用途。此站設有站舍（有人車站）。另外，當此站廢除後，車廠遷移至上野市站。

## 廢站後
現時，站舍遺址變為西名張郵局，車廠遺址變為名張產業振興中心「Aspia」。路軌遺址變為奈良縣道·三重縣道80號奈良名張線、農業道路和生活道路。

## 相鄰車站
近畿日本鐵道
■伊賀線 
西名張－八丁

## 注腳
1. 1 2 3  名張市史だよりNo.12 旧伊賀線-廃線から半世紀 （页面存档备份，存于）、広報なばり 9-1号 No.1067、2014年9月、名張市、1頁
2. ↑  『官報 第2993号（大正11年7月24日） 地方鐵道運輸開始竝營業哩程變更』 - 國立國會圖書館デジタルコレクション
3. 1 2  近畿日本鉄道株式会社. . 近畿日本鉄道. 2010-12: 91–92. NDL 21906373 （日语）.
4. ↑  鉄軌道線の推移（3）大正15年4月～昭和6年3月 （页面存档备份，存于）（日語），近鐵官方網站，2022年2月11日閲覧
5. 1 2 3  曾根悟（監修）. . 週刊朝日百科. 2号 近畿日本鉄道 1. 朝日新聞出版. 2010-08-22: 18–23. ISBN 978-4-02-340132-7 （日语）.
6. 1 2 3  今尾惠介（監修）.  8 関西1. 新潮社. 2008: 26. ISBN 978-4-10-790026-5 （日语）.
7. ↑  白井健「近鉄伊賀線 伊賀神戸 - 西名張間ついに廃止さる」《鐵道迷（日语：鉄道ファン (雑誌)）》1964年12月號（No.42）P.58

## 相關項目
- 日本鐵路車站列表 Ni

## 外部連結
- 【Tekuteku步記】舊近鐵伊賀線 西名張－伊賀神戸（伊賀鎮情報YOU（日语：伊賀タウン情報YOU））①西名張～八丁 （页面存档备份，存于）（日語） ※網站中紀載了西名張站站內相片。
- 名張市企劃財政部廣報對話室「廣報名張」No.1067（2014年9月7日）「旧伊賀線ー廃線から半世紀」 （页面存档备份，存于）